# Oligochoerus melanops
Oligochoerus melanops är en plattmaskart som beskrevs av Beklemischev 1963. Oligochoerus melanops ingår i släktet Oligochoerus och familjen Convolutidae. Inga underarter finns listade i Catalogue of Life.